# Marie Marčanová
Marie Marčanová (3. října 1892, Mšeno u Mělníka – 3. září 1979, Praha) byla česká překladatelka z ruštiny a ukrajinštiny.

## Život
Marie Marčanová se narodila roku 1892 v Praze. Roku 1914 ukončila studium na dívčím pedagogickém ústav v Plzni, stala se učitelkou a vyučovala na obecných školách v Plzni a od roku 1936 v Praze. Po předčasném odchodu do důchodu roku 1940 se věnovala překladatelské činnosti.
Ruštinu se učila soukromě. S prvními překlady jí od roku 1926 pomáhal Bohumil Mathesius, s nímž pak nadále spolupracovala a který některá vydání jejích překladu doprovodil předmluvami či doslovy. Těžiště její překladatelské práce spočívalo nejprve v překladech ruské přírodní a intimní lyriky. Po roce 1945 se více zaměřila na poezii ukrajinskou a patřila k předním propagátorům ukrajinské literatury v českém prostředí.
Marie Marčanová zemřela roku 1979 v Praze.

## Nejvýznamnější překlady

### Ruština
- Anna Andrejevna Achmatovová: Bílé hejno, Rudolf Pujman, Praha 1931, znovu Melantrich, Praha 1947,
- Michail Jurjevič Lermontov: Bratr smutek (vybrané spisy, sv. 1), Melantrich, Praha 1941, společně s Bohumilem Mathesiem a Josefem Horou,
- Michail Jurjevič Lermontov: Bojar Olša, obsaženo ve svazku Poémy, Melantrich, Praha 1945,
- Sergej Jesenin: Básně, Družstevní práce, Praha 1931, znovu 1946.
- Sergej Jesenin: Modravá Rus, Jan Fromek, Praha 1940, společně s Bohumilem Mathesiem a Josefem Horou, znovu v rozšířeném vydání Melantrich, Praha 1947 a Mladá fronta, Praha 1965.
- Zpevy země Sovětů, Svoboda, Praha 1945, spolupřekladatelka,
- Nikolaj Semjonovič Tichonov: Písně a balady, Melantrich, Praha 1946, společně s Donátem Šajnerem,
- Sovětští básníci, Družstevní práce, Praha 1946,
- Alexandr Sergejevič Gribojedov: Hoře z rozumu, Svoboda, Praha 1947, společně s Bohumilem Mathesiem a Zdenkou Niliusovou,
- Nikolaj Čukovskij: Pohádky, Ars, Jaroměř 1948,
- Alexandr Nikolajevič Ostrovskij: Sněhurka, Svoboda, Praha 1948, znovu ve svazku Hry III., SNKLHU, Praha 1953.
- Alexandr Sergejevič Puškin: Ruslan a Ludmila, obsaženo ve svazku  Výbor z díla III., Svoboda, Praha 1947, znovu ve svazcích Pohádky a poemy, SNKLHU, Praha 1954, Výbor z díla, SNDK, Praha 1955 a Výbor z díla, Albatros, Praha 1981, samostatně Odeon, Praha 1972.
- Michail Jurjevič Lermontov: 'Výbor z díla I., Svoboda, Praha 1951, spolupřekladatelka,
- Nikolaj Semjonovič Tichonov: Život pod hvězdami, SNKLHU, Praha 1954, spolupřekladatelka,
- Sergej Jesenin: Básně, Československý spisovatel, Praha 1955, spolupřekladatelka,
- Michail Jurjevič Lermontov: Jak volný vítr, Naše vojsko, Praha 1957, spolupřekladatelka,
- Vissarion Grigorjevič Bělinskij: Stati a recenze, SNKLHU, Praha 1959, spolupřekladatelka,
- Anna Andrejevna Achmatovová: Milostný deník, Československý spisovatel, Praha 1963,
- Sergej Jesenin: Lyrika, Československý spisovatel, Praha 1964, spolupřekladatelka,
- Michail Jurjevič Lermontov: Samota a láska, SNKLU, Praha 1964, společně s Emanuelem Fryntou a Josefem Horou,
- Michail Jurjevič Lermontov: Proměny démona, Československý spisovatel, Praha 1967, spolupřekladatelka,
- Sergej Jesenin: Za píseň život jsem vyměnil, Československý spisovatel, Praha 1979, spolupřekladatelka,
- Hlas paměti, Melantrich, Praha 1971, výbor z překladatelského díla (překlady z ruštiny a ukrajinštiny),
- Michail Jurjevič Lermontov: Z plamene a jasu Odeon, Praha 1978, spolupřekladatelka.

### Ukrajinština
- Taras Hryhorovyč Ševčenko: Bylo kdysi v Ukrajině, Svoboda, Praha 1946, společně se Zdeňkou Niliusovou a Janem Turečkem-Jizerským,
- Maksym Rylskyj: Znamení vah, Práce, Praha 1947, spolupřekladatelka,
- Taras Hryhorovyč Ševčenko: Výbor z díla, Svět sovětů, Praha 1951, spolupřekladatelka,
- Ukrajina zpívá, Svět sovětů, Praha 1951, společně s Janem Vladislavem,
- Lesja Ukrajinka: Světla před úsvitem, SNKLHU, Praha 1953, spolupřekladatelka,
- Ivan Petrovyč Kotljarevskyj: Aeneida, SNKLHU, Praha 1955, společně se Zdeňkou Hanusovou a Janem Turečkem-Jizerským,
- Lesja Ukrajinka: Lesní píseň, premiéra roku 1955, společně s Janem Turečkem-Jizerským,
- Ivan Jakovyč Franko: Poesie, SNKLHU, Praha 1956, spolupřekladatelka,
- Volodymyr Sosjura: Slavičí dálky, Svět sovětů, Praha 1958,
- Dobré slovo Ukrajiny, Svět sovětů, Praha 1961, společně s Táňou Schwarzovou a Janem Turečkem-Jizerským,
- Maksym Rylskyj: Poslední jaro, SNKLU, Praha 1965, společně s Táňou Schwarzovou a Janem Turečkem-Jizerským.